# Auñamendi
|  | Per a altres significats, vegeu «Auñamendi (desambiguació)». |

Auñamendi és el nom que es dona a les estadístiques oficials de Navarra a la comarca formada per les valls pirinenques centrals i occidentals de Navarra. És una subdivisió dels Pirineus de Navarra i al seu torn de la històrica Merindad de Sangüesa (tan solament la vall més occidental, Esteribar, pertanyia a la Merindad de Pamplona). La major part de la comarca pertany a la zona bascòfona de Navarra. Tan solament els dos municipis d'Arce i Oroz-Betelu pertanyen a la Zona Mixta.
Auñamendi és un terme equívoc. Aquest topònim és principalment conegut per ser el nom que rep en euskera el Pic d'Anie. Aquesta muntanya està situada geogràficament no solament fora d'aquesta comarca, sinó també fora dels límits de Navarra. Existeix una segona muntanya coneguda com a Auñamendi, Laurinak, que està situat entre Valcarlos i la Baixa Navarra, és a dir en un dels límits de la comarca d'Auñamendi. Existeix una altra accepció, de tipus genèric, ja que als Pirineus en el seu conjunt se'ls coneix també com Auñamendi o Auñamendiak en euskera. Com que aquesta comarca agrupa les valls pirinenques bascoparlants és probable que li donessin el nom per això.

## Valls i municipis que el componen
Inclou d'oest a est:
- Vall d'Esteribar:
  - Esteribar.

- Vall d'Erro:
  - Auritz.
  - Erroibar.
  - Orreaga/Roncesvalls.

- Valcarlos
  - Luzaide. (única localitat navarresa situada al vessant nord dels Pirineus)

- Vall d'Artzi:
  - Artzi.
  - Orotz-Betelu.

- Vall d'Aezkoa:
  - Abaurregaina.
  - Abaurrepea.
  - Aria.
  - Aribe.
  - Garaioa.
  - Garralda.
  - Orbaizeta
  - Orbara
  - Hiriberri.